# ابومحمد عسگرخانی
ابومحمد عسگرخانی (زاده ۱۳۳۰ ـ درگذشته ۱۴۰۰) استاد روابط بین‌الملل دانشگاه تهران، پژوهشگر و تحلیل‌گر رژیم‌های بین‌المللی، حقوق بین الملل و وکیل دادگستری بود. او بیشتر به دلیل نظریاتش در نقد مذاکرات هسته‌ای، حمایت از برنامه هسته‌ای ایران و ارایه دیدگاه‌هایی در خصوص امنیت ملی مورد توجه رسانه‌ها بود. عسگرخانی از جمله معروف ترین استادان ایرانی معتقد به نظریه رئالسیم در روابط بین‌الملل به‌شمار می‌آمد و عمده آثار او در زمینه امنیت ملی، رژیم‌های بین‌المللی و الگوهای امنیت در سیاست خارجی بود.

## زندگی
او در سال ۱۳۳۰ متولد شد و دارای مدرک دکتری روابط بین‌الملل از دانشگاه کوئینز کانادا بود. وی مدرک کارشناسی ارشد خود در  رشتۀ روابط بین‌الملل را در سال ۱۹۸۶ از ، دانشگاه وبسترآمریکا اخذ کرده بود و مدرک دیپلمای حقوق بشر را از موسسه دانمارکی حقوق بشر در کپنهاگ گرفته بود.
 عسگرخانی دانشیار بازنشسته گروه روابط بین‌الملل دانشگاه تهران و استاد مدعو دانشگاه امام صادق بود.
او در ۲۹ شهریور ۱۴۰۰ بر اثر ابتلا به کرونا در سن ۷۰ سالگی درگذشت.

## نظریات
این استاد دانشگاه طرفدار الگوی امنیتی درون زا برای خاورمیانه بود و توصیه می‌کرد کشورهای خاورمیانه در داخل خودشان ائتلاف‌هایی برای امنیت منطقه تشکیل دهند.
او تیم مذاکره کننده برجام را فاقد دیدگاه‌های کارشناسی در حوزه امنیت بین‌الملل می‌دانست و در گروه منتقدان توافق هسته‌ای قرار می‌گرفت.
عسگرخانی معتقد بود مذاکرات گروه ویژه اقدام مالی، امنیت، اقتصاد و فرهنگ ایران را هدف قرار می‌دهد.
دیدگاه‌های رئالیستی او در نقد روندهای سیاست خارجی دولت یازدهم و دوازدهم موجب توجه رسانه‌های اصول‌گرا به او شد. در این رابطه گفته می‌شود برخی مخالفان برجام که تا پیش از آن او را مشکوک به جاسوسی می‌دانستند، دیدگاه‌های کارشناسی او را دستمایه فعالیت سیاسی خود قرار داده‌اند.
عسکرخانی همواره منتقد سیاست خارجی ایران بود و عقیده داشت سیاست خارجی تمام دولت‌های جمهوری اسلامی ایران ضعیف بوده‌است.

## آثار
از ابومحمد عسگرخانی سه کتاب در زمینه رژیم‌های بین‌المللی به زبان فارسی منشر شده‌است. او همچنین در طول فعالیت علمی خود ۲۵ مقاله به زبان‌های فارسی و انگلیسی منتشر کرده بود.
کتاب‌های عسگرخانی عبارت‌اند از:
- رژیم‌های بین‌المللی. عسگرخانی ابومحمد ۱۳۹۵
- نگرش‌ها و رژیم‌های نوپدید در محیط بین‌المللی خلع سلاح و کنترل تسلیحات. ساعد نادر، عسگرخانی ابومحمد ۱۳۹۲
- همکاری و منازعه در رژیمهای بین‌المللی فضای ماوراء جو. عسگرخانی ابومحمد، پوپک محبعلی ۱۳۹۱